# Paris–Roubaix 1999

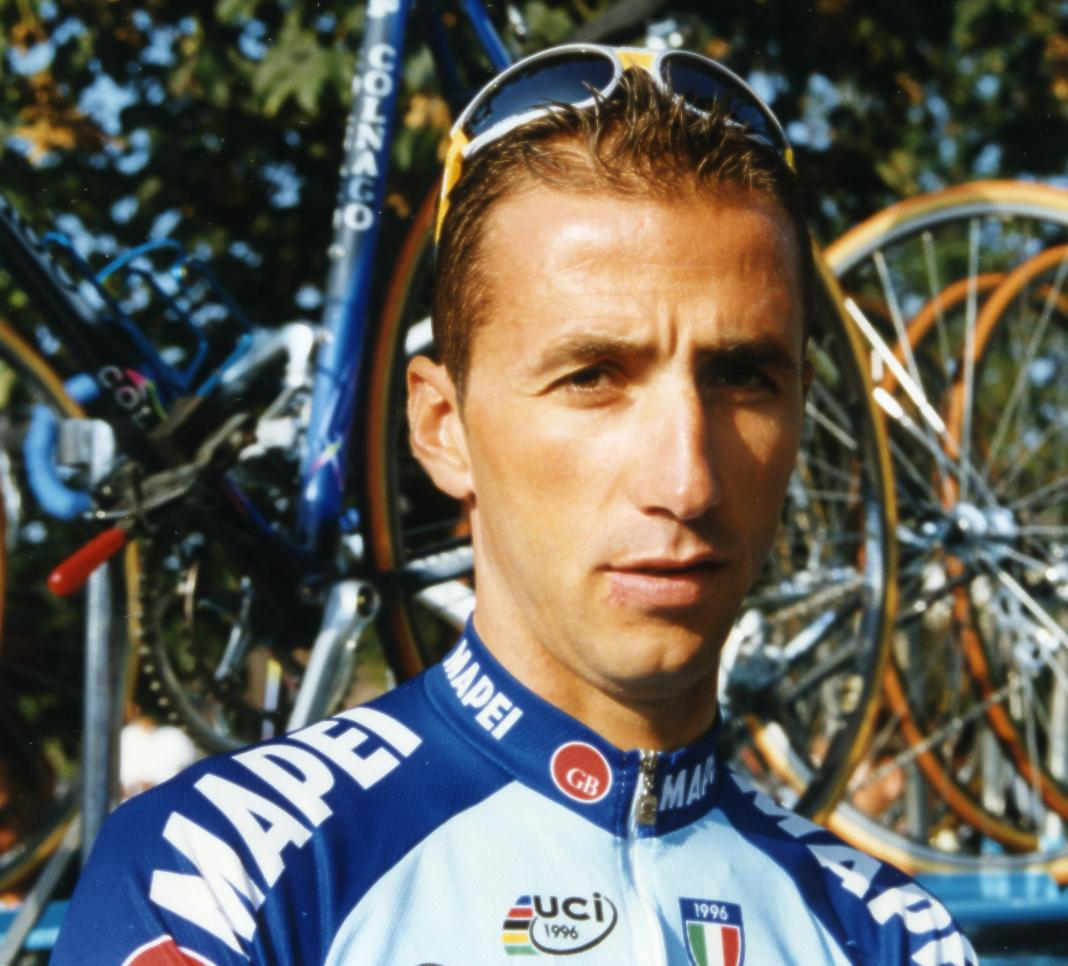
Andrea Tafi (1998)

Das Eintagesrennen Paris–Roubaix 1999 war die 97. Austragung des Radsportklassikers und fand am Sonntag, den 11. April 1999, statt.
Das Rennen führte von Compiègne, rund 80 Kilometer nördlich von Paris, nach Roubaix, wo es im  Vélodrome André-Pétrieux endete. Die gesamte Strecke war 273 Kilometer lang. Es starteten 183 Fahrer, von denen sich 66 platzieren konnten. Der Sieger Andrea Tafi absolvierte das Rennen mit einer Durchschnittsgeschwindigkeit von 40,519 km/h.
29 Kilometer vor dem Ziel riss Andrea Tafi aus einer führenden siebenköpfigen Gruppe aus. Neben ihm standen zwei weitere Fahrer – Wilfried Peeters und Tom Steels – von Mapei auf dem Podium. Sein Sieg bei Paris–Roubaix war der vierte des Mapei-Teams in fünf Jahren, außerdem war es das dritte Mal in vier Jahren, dass Mapei die ersten drei Plätze des Klassikers belegte.